# Split
Split (magyarul: Spalató, latinul: Spalatum, olaszul: Spalato) Horvátország második legnagyobb városa Split-Dalmácia megyében, Dalmácia legnagyobb városa, igazgatási és gazdasági központja, a Split-Makarskai főegyházmegye érseki székvárosa.

## Fekvése
A város Közép-Dalmáciában a Jadro és Žrnovica folyók torkolatánál, a Kaštelai-öböl és a Spliti csatorna által határolt félszigeten fekszik. Közép-Dalmácia igazgatási és gazdasági központja. Közlekedési csomópont, vasútvonal köti össze Zágrábbal.

## Éghajlata
| Hónap                                                    | Jan. | Feb. | Már. | Ápr. | Máj. | Jún. | Júl. | Aug. | Szep. | Okt. | Nov. | Dec. | Év   |
| -------------------------------------------------------- | ---- | ---- | ---- | ---- | ---- | ---- | ---- | ---- | ----- | ---- | ---- | ---- | ---- |
| Átlagos max. hőmérséklet (°C)                            | 10,4 | 11,2 | 13,8 | 17,2 | 22,7 | 26,8 | 30,0 | 29,7 | 24,9  | 19,9 | 14,7 | 11,4 | 19,4 |
| Átlagos min. hőmérséklet (°C)                            | 5,6  | 5,7  | 7,8  | 10,6 | 15,4 | 18,9 | 21,7 | 21,7 | 18,0  | 14,1 | 9,6  | 6,7  | 13,0 |
| Átl. csapadékmennyiség (mm)                              | 74   | 61   | 63   | 62   | 62   | 47   | 26   | 45   | 69    | 82   | 102  | 91   | 783  |
| Havi napsütéses órák száma                               | 133  | 153  | 186  | 210  | 273  | 306  | 347  | 319  | 246   | 192  | 135  | 130  | 2631 |
| Forrás: Croatian Meteorological and Hydrological Service |      |      |      |      |      |      |      |      |       |      |      |      |      |

| Hónap                                                    | Jan. | Feb. | Már. | Ápr. | Máj. | Jún. | Júl. | Aug. | Szep. | Okt. | Nov. | Dec. | Év   |
| -------------------------------------------------------- | ---- | ---- | ---- | ---- | ---- | ---- | ---- | ---- | ----- | ---- | ---- | ---- | ---- |
| Rekord max. hőmérséklet (°C)                             | 17,4 | 22,3 | 24,3 | 27,7 | 33,2 | 38,1 | 38,6 | 38,5 | 34,2  | 27,9 | 25,8 | 18,6 | 38,6 |
| Rekord min. hőmérséklet (°C)                             | −9,0 | −8,1 | −6,6 | 0,3  | 4,8  | 9,1  | 13,0 | 11,2 | 8,8   | 3,8  | −4,5 | −6,3 | −9,0 |
| Forrás: Croatian Meteorological and Hydrological Service |      |      |      |      |      |      |      |      |       |      |      |      |      |

## Nevének eredete
Neve a görög aszpalathosz (= tüskebokor) főnévből ered, de lehet, hogy illír eredetű, és a latin palatium (= palota) főnévhez igazították hozzá, mivel Diocletianus római császár 293 és 305 között palotát emelt a kis halászfaluban, és ide vonult vissza. A város hivatalos neve 1918-ig az olaszban használatos Spalato maradt, ezt követően vezették be a ma ismert szláv változatot: Split.

## Története

### Ókor
A város helyén eredetileg görög kolónia volt, majd római uralom alá került. A település első lakója Diocletianus császár volt, aki 293-ban palotát épített a barátságos tengeröbölhöz. Lemondása után ide vonult vissza és itt, ebben a 38 700 négyzetméteres (180 × 215 méteres) luxuspalotában töltötte élete utolsó éveit. A népvándorlás során a 7. században a közeli Salona lakossága a hódítók elől a palota biztonságos falai közé menekült.

### Középkor

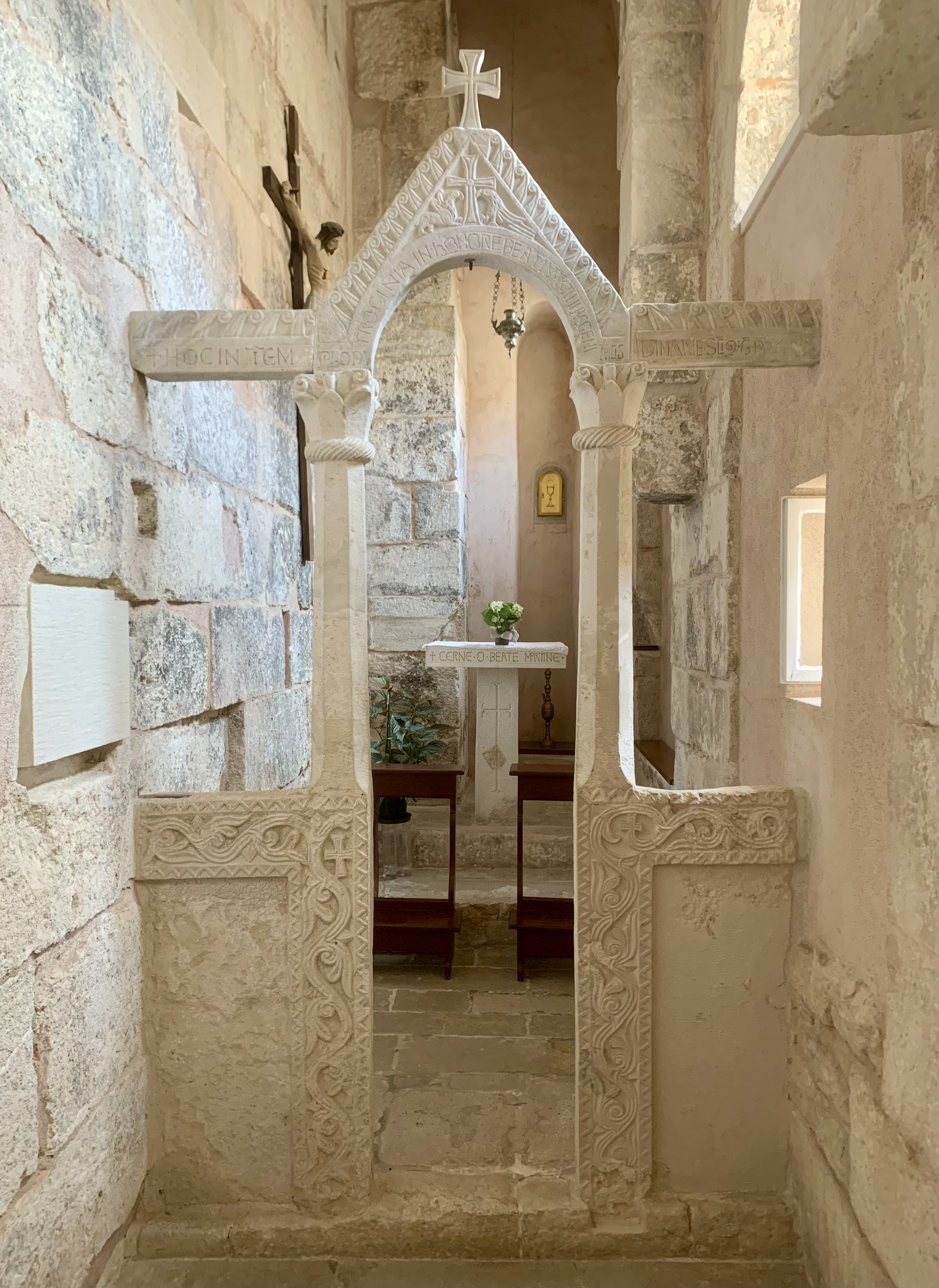
Szent Márton-templom

A palota körül alakult ki a későbbi város, majd horvát uralom alá került. A 9. században elterjedt a kereszténység is és felépítették a város első templomát. A városi kikötőtől nyugatra lévő félszigeten a 10. században kezdték el építeni a bencés rendhez tartozó monostort, amelyet a vértanú Szent István tiszteletére szenteltek fel. Ezt a félszigetet később Sustipan-félszigetnek nevezték el. Split városa 1105-ben magyar uralom alá került, amikor Kálmán király hadjárata során, katonai beavatkozás nélkül diplomáciai úton megegyezett a várossal. Split elfogadta a magyar uralmat, az uralkodó esküt tett a város előtti gyűlésen Split szabadságainak a megtartásáról, majd pedig a város polgárai esküdtek hűséget a magyar uralkodónak. Ezt követően Kálmán ünnepélyes bevonulást (adventus) tartott Splitben, amelyekhez hasonlóra került sor más dalmáciai városokban az 1105. évi hadjárat során. kölcsönös eskütételt követően bevonult a városba. Könyves Kálmán halálát követően, 1116-ban Velence foglalta el a várost. 1124-ben II. István rövid időre ismét elfoglalta, de 1125-ben újra Velencéé lett, egészen 1136-ig, amikor II. Béla hadjáratát követően közel harminc évig újra magyar fennhatóság alá került Split. 1167-ben Bizánc szerezte meg a III. István magyar királlyal folytatott harcok során. Miután Manuel bizánci császár elhunyt, 1180-ban III. Béla magyar uralkodó visszafoglalta a korábban magyar fennhatóság alatt lévő dalmáciai területeket. 1200 körül a város érseke Imre király korábbi nevelője, Perugiai Bernát lett. Itt szállt tengerre 1217-ben Szentföldre menvén II. András király. Ide menekült 1242-ben IV. Béla a tatárok elől, itt a székesegyházban vannak eltemetve lányai, Katalin és Margit. Az Árpád-korban Split fontos szerepet töltött be a magyar uralkodók számára. Ez a város volt Dalmácia egyházi központja, a magyar királyok számára pedig fontos volt, hogy a város egyházi és világi életében is vezető szerepet betöltő érsek magyar származású, vagy a magyar királyhoz közel álló személy legyen. 1113 és 1294 között néhány kivételtől ez meg is valósult. Ezeknek a magyar kötődésű érsekeknek sorát Manasses nyitotta (1113−1116), őt követte Gaudius (1136−1158), Absalom (1159–1161), Lombardiai Péter (1161-1166), Kán nembeli Péter (1185–1190), Péter korábbi pannonhalmi apát (1191-1196), Perugiai Bernát (1200–1217), Guncel (1219-1242), István választott érsek és zágrábi püspök (1242–1243), Csák nembeli Ugrin (1244-1248), Rogerius (1249–1266), Buzád nembeli János (1266–1294).
1322-ben a város Velencéhez pártolt, de 1357. július 8-án a magyarok visszafoglalták. 1420-ban azonban végleg Velence birtoka lett és a városállam uralma csak 1797-ben ért véget. Ekkor előbb osztrák, majd 1806 és 1813 között francia, végül ismét osztrák uralom alá került.

### A 19-20. században
1805–1813 között Dalmácia és ezzel együtt Split is Napóleon uralma alá került. Ennek emlékét ma egy utca, a Marmontova utca őrzi. 1813-ban a Habsburg Birodalom része lett, azonban a városban erős belső konfliktus volt az olaszok és nem olaszok között.
1912-ben megépítették a vasutat, így Dalmácia összeköttetésbe került Horvátországgal.
A Monarchia felbomlásával a független Szerb-Horvát-Szlovén Királyság, majd Jugoszlávia része lett. 1941-ben olasz megszállás alá került, de 1943-ban az olasz kapitulációval megszűnt az olasz uralom is. 1979-ben az UNESCO a belvárost a világörökség részévé nyilvánította.

## Lakosság
A 2011-es népszámlálás szerint a város lakossága 178.102 fő volt, ebből 96,24% horvát, 1,42% szerb, 0,37% bosnyák és 1,97% egyéb nemzetiségű volt, köztük montenegróiak, macedónok, albánok, szlovének, olaszok és magyarok. A népszámláláskor a város lakosságából 108-an vallották magukat magyarnak (0,06%). A népszámláláskor a város lakosságának 98,27%-a horvát anyanyelvűnek vallotta magát.
Vallási szempontból a lakosság túlnyomó többsége római katolikusnak vallotta magát (86,15%), emellett jelentős felekezetnek számítanak az ortodox keresztények (1,18%), a protestánsok (0,2%), a muszlimok (0,54%). A fentiek mellett egyéb keresztény vallások, a zsidó vallás és különböző keleti vallások voltak még jelen a városban. A lakosság 1,61%-a agnosztikusnak, míg 6,56%-a ateistának vallotta magát.

## Politika

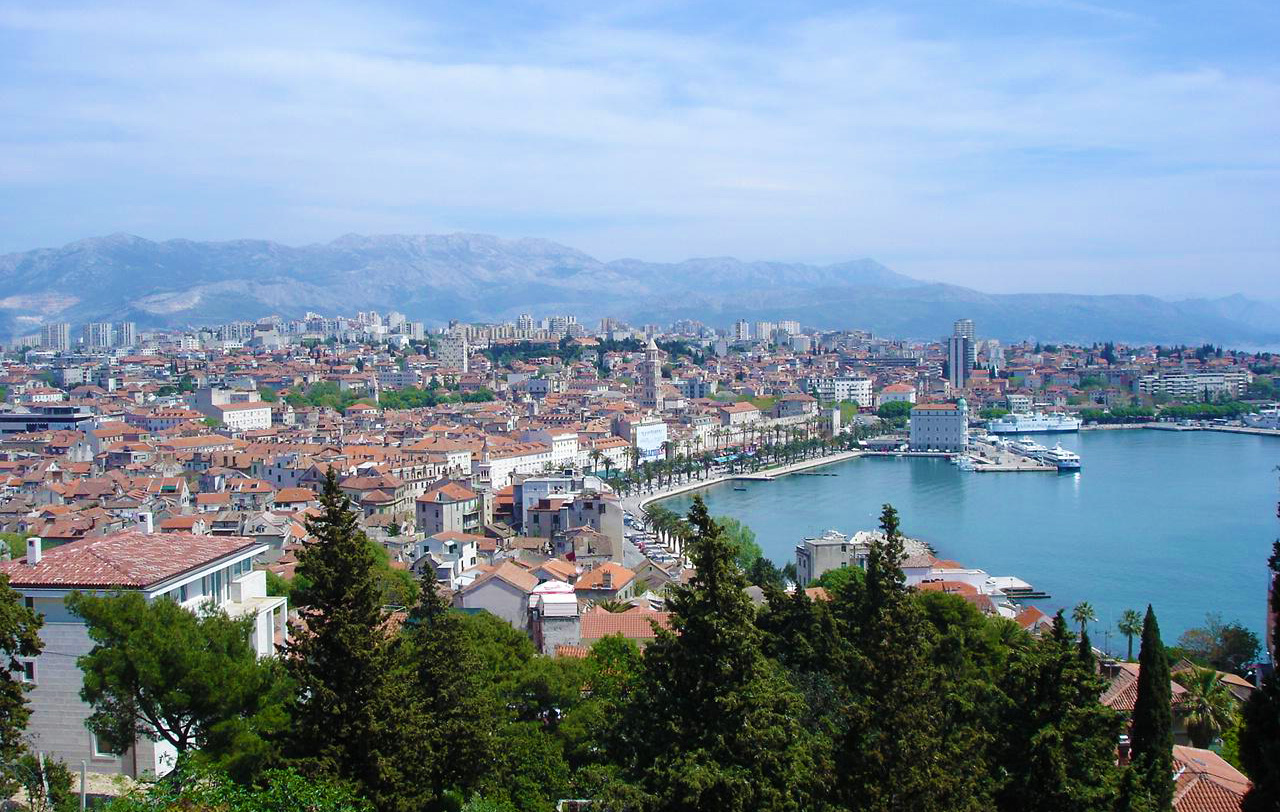
A város központja

### Konzulátusok
- Egyesült Királyság
- Írország
- Finnország
- Németország
- Hollandia
- Dánia
- Szlovénia
- Olaszország
- Svédország
- Spanyolország
- Chile
- Ausztria
- Csehország
- Szlovákia

## Nevezetességei

### Paloták
- Az egykori Diocletianus-palota falai között található a tulajdonképpeni óváros.
- Diocletianus vízvezetéke a palotával egy időben épült. Az egyik leglátványosabb és legjobb állapotban fennmaradt ókori vízvezeték az országban.[9]
- A Papalić-palota[10] a város legjelentősebb gótikus emléke. A késő gótikus palotát a 15. század közepén építtette a spliti Papalić nemesi család, mely az építést Juraj Dalmatinacra bízta. Az egész komplexum északi fala nem más, mint egy ősi fal maradványa. A palota régebbi részei román stílusúak a 13. századból. A harmadik emeletet 19. században építették. Ekkor készült a portál, a loggia, a külső lépcső, és az első emeleti nagyterem festett famennyezete. A palota mintául szolgált a 15. század második felének összes spliti palotája számára. Az 1950-es felújítás után az épületben a városi múzeum kapott helyet.
- A középkori városháza[11] gótikus épülete Split világi városvezetésének székhelye volt. Az épület részben megőrizte eredeti román-gótikus megjelenését, de miután a kommunális és a kormányzói palotát 1825-ben lebontották neogótikus stílusban alaposan átépítették. Az eredeti épületből csak a főhomlokzati árkádsor három boltívvel, az északi fal, és a Szent Lőrinc-kápolna maradt fenn, melyet 1455-ben építettek a városháza és a Karepić-palota közé. Az épület 1910 és 2005 között a Néprajzi Múzeumnak adott otthont, ma pedig leggyakrabban kiállítóhelyként használják.
- Az Agubio-palota[12] a gazdag kereskedő, később nemesi rangot kapott Giovanni Battista Augubio késő gótikus palotája a 15. század második felében épült. Építését Juraj Dalmatimac körének tulajdonítják. A palota legrégebbi részei román stílusúak, ezt bizonyítja a palota második emeletén a pávát ábrázoló freskó. A gazdagon díszített udvari portál a családi címerrel a lunettában a nagy Papalić-palota portáljának mintájára készült, az áthidalóba az eredeti tulajdonos neve van bevésve. A kőszobrászati alkotásokat Andrea Alessinek, Juraj Dalmatinac műhelye legkiemelkedőbb mestere munkájaként tartják számon. A barokk korban különösen az udvari homlokzaton a palota számos átalakításon esett át.
- A Cindro-palota,[13] a város legszebb barokk épülete. A négy épületszárnyból álló, belső négyszögletes udvart körülölelő barokk palota a 17. században épült az ősi spliti nemesi család, a Cindro számára. Alapvető térbeli elrendezését máig megtartotta. Építészeti megoldásai közül kiemelkedik az előcsarnok lépcsője, valamint az első és a második emeleten a Krešimirova utca felé eső, nagyméretű, felújított fa mennyezettel rendelkező csarnokok. A kút káváját a Cindro család címerével, mely valószínűleg a palota udvaráról származik ma a Spliti Régészeti Múzeumban tárolják.
- A 17. századi barokk Miles-palotában[14] ma a Horvát Tudományos és Művészeti Akadémia spliti székháza működik. Monumentális, háromemeletes barokk épület, melynek déli reprezentatív homlokzata Domenico Rossi velencei építész palotáira emlékeztet. A főhomlokzatból kiemelkedik az első emeleti nagy központi erkély, az első és a második emeleten pedig kisebb erkélyek láthatók díszes barokk kőkorláttal. A 17. és 18. századi Split reprezentatív lakóépítészetének kiemelkedő példája, Dalmácia egyik legszebb barokk palotája.
- A monumentális, négyemeletes Bajamonti-Dešković-palotát[15] 1858 körül építették Antonio Bajamonti spliti polgármester otthonaként, a megsemmisült délnyugati barokk Šperun bástya helyén. 1900-től a Dešković család tulajdona volt. Az első emeleti szalonokban a mennyezetet Antonio Zuccaro festette allegorikus ábrázolásokkal 1858-ban. A főhomlokzat tetőpárkánya fölött négy monumentális kőszobor, az „Erény allegóriája” a 18. századból Velencéből származik. A tetőtérben 19. század végén és a 20. század első felében kiemelkedő spliti fotósok és festők műtermei működtek. A palota a 19. századi Split lakóépítészetének legreprezentatívabb példája.
- A Peristil és a Decumanus utca sarkán áll a Grisogono család középkori palotája.[16] A mai épületen az eredeti, 13. századi épületnek csak egy része látszik, a román stílusú palotát ugyanis a 15. században gótikus stílusban építették át. Az átépítés Juraj Dalmatinac köréhez és legközvetlenebb munkatársához, Andrea Alessihez köthető. A palotát, az első és második emelet festett gótikus mennyezetével együtt a 21. század elején felújították. A mennyezetet tartó díszes konzolok Nikola Firentinac munkái.
- A Cambi-palota a Vaskapu közelében a Diocletianus-palota nyugati falainak északi részére támaszkodik. A Bosanska utca alsó részén található, nyugati homlokzatável a Pjaca térre néz. A 15. század első felében építtette a Cambi nemesi család gótikus stílusban. Juraj Dalmatinac itteni tartózkodása alatt, a 15. század második felében meghosszabbították. A Cambi-palota nyugati homlokzatával a 15. század első fele spliti gótikus palotáinak legreprezentatívabb példája. A földszinten két ívelt nyílás, első emeleten, az épület központi tengelyében egy reprezentatív triforáma, mindkét oldalán pedig egy-egy monoforáma található. A második emelet gótikus monoforámáit mára befalazták. A harmadik emelet közepén egy kis erkély látható, kovácsoltvas korláttal, amely 19. századi építmény.
- A püspöki palota neoreneszánsz stílusú.

### Templomok

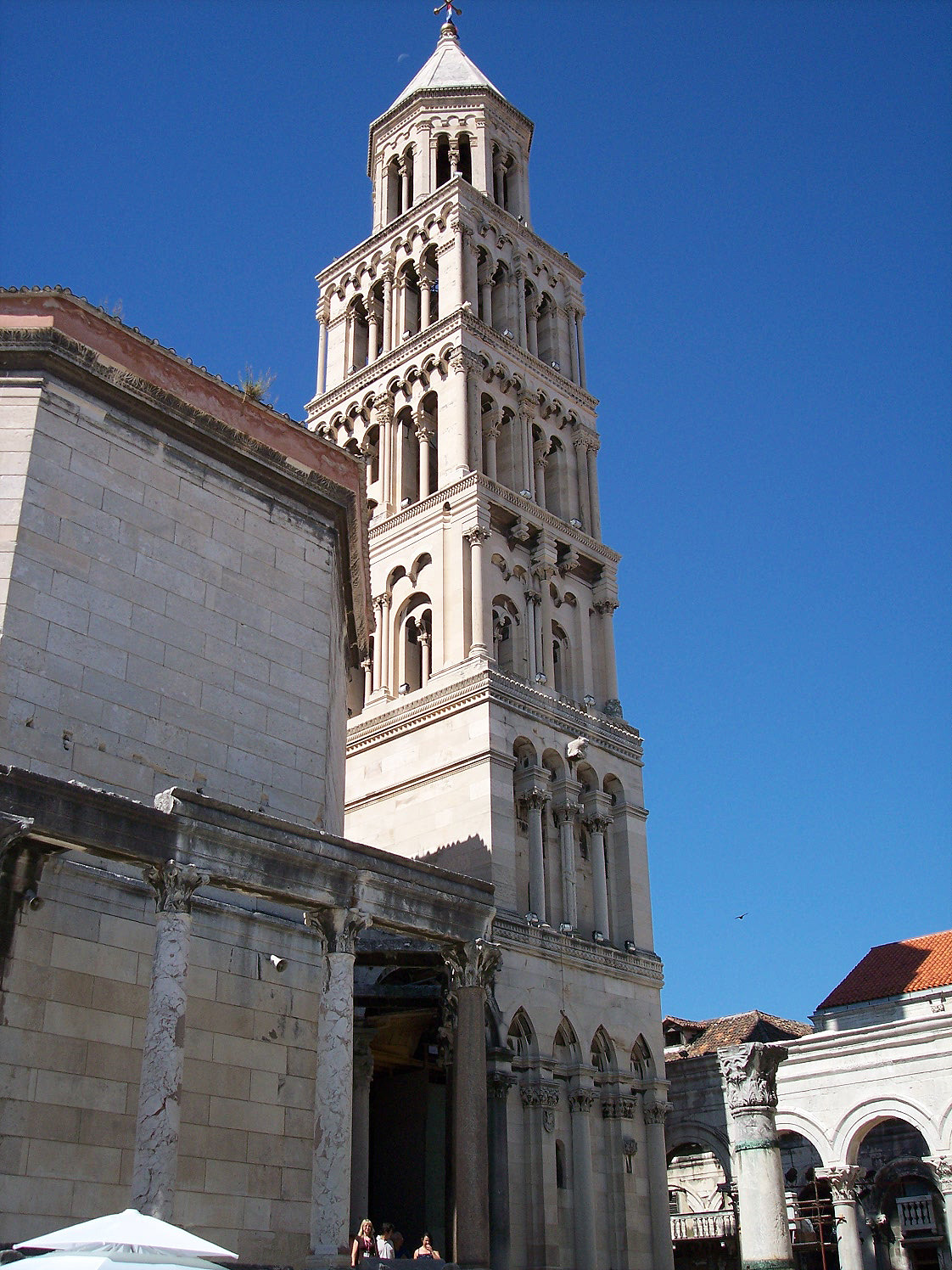
A székesegyház híres harangtornya

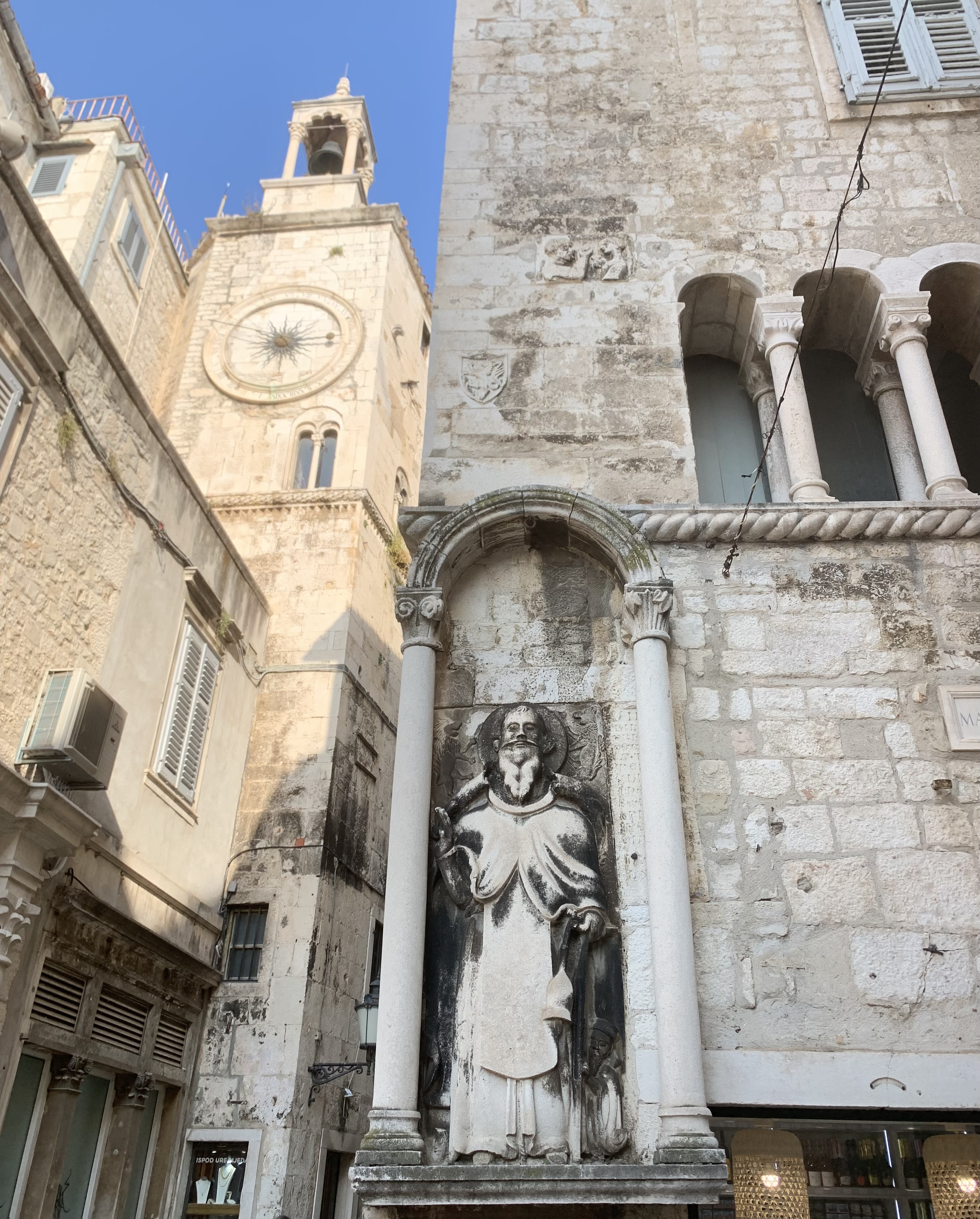
Óvárosi utcarészlet

- A Szent Domnius-főszékesegyház, helyi nevén Szent Dujam-székesegyház[17] eredetileg Diocletianus császár mauzóleumának épült 295 és 305 között. A 7. században Szűz Mária tiszteletére szentelt keresztény székesegyházzá alakították át, majd a kora középkorban a salonai vértanúnak és Split védőszentjének, Szent Dujamnak a tiszteletére szentelték fel. A nyolcszögletű épületet kívülről oszlopokon álló tornác (peripterum) veszi körül, előtte pedig átrium található, amelyet a Peristilből lépcsőn lehet megközelíteni. A mauzóleum alatt egy kripta található, amelyet Szent Luciának szenteltek. A peripterum előtt a nyugati oldalon található a harangtorony, amelyet a 13. és a 17. század között építettek, és 1890 és 1908 között alaposan felújítottak. A keleti oldalon 1602-ben kórus, a 17. században pedig sekrestye épült. A faajtókat Krisztus életének jeleneteivel 1214-ben Andrija Buvina spliti mester készítette.
- A 11. századtól a 18. századig folyamatosan épült Szent Eufémia templom és bencés kolostor az északi fal és a Diocletianus-palota Arany kapuja közvetlen közelében állt. Az épületegyüttest a második világháborúban lerombolták és csak a 11. századi kora román templom maradványa a Szent Arnir-kápolna[18] és a 18. századi harangtorony maradt fenn. A Szent Arnir-kápolna Juraj Dalmatinac alkotása. Az eredeti templom egy háromhajós bazilika volt három belső félköríves apszissal. A kápolnát 1444-ben keresztboltozattal látták el, a templom felé egy széles, félköríves nyílása volt. Benne található Szent Arnir oltárának és szarkofágjának másolata, míg az eredeti műtárgyak ma a kaštel lukšići plébániatemplomban találhatók.
- Szent Márton-templomot[19] az 5.- 6. században építették a Diocletianus-palota Aranykapuja feletti őrfolyosón, amely eredetileg a kapurács felemelésére szolgáló eszközt tartalmazott. A 9. századi kora román időszakból származik az oltár, az apszisban levő faragott ókeresztény kereszt, a déli falon látható lizénák, és a dongaboltozat, amellyel a templomot beboltozták. A 11. században a templom korai román stílusú harangtornyot kapott. Ebből az időszakból származik egy értékes korai román stílusú oltár élőépítmény, amely a templom belsejét a hajó és a szentély területére osztja. Ez az egyetlen ilyen válaszfal, amelyet "in situ" őriztek meg a mai napig Dalmáciában. A templom mellett egy 14. századi domonkos kolostor található.
- A Szentháromság templom[20] a hatkaréjos régi horvát templomok egyik a legjobb állapotban megmaradt példája. A kőből épített templomot egy régebbi épület maradványai fölé emelték a 8.- 9. században.  A központi kör alakú teret kupolával boltozták, melyet hat félkör alakú apszis veszi körül, amelyeket kettő kivételével kívülről sekély lizénák választanak el. A keleti oldalon található három apszis a szentélyhez tartozik, melyeket oltár előépítményekkel választottak el. Ennek a töredékei a Szent Mihályt említő felirattal, mely a templom egyik titulusa volt, máig fennmaradtak. A templom nagyrészt megőrizte eredeti szerkezetét. A kupolát 1971-ben restaurálták.
- A Miasszonyunk templom barokk oltárral, 11. századi bizánci ikonnal és Mengello 1412-ben készített freskóival.
- A Szent Ferenc templom és kolostor[21] a 13. században épült egy ókeresztény templom helyén, amelyet Szent Félixnek, egy helyi keresztény mártírnak szenteltek Diocletianus üldözéseinek idejéből. A régi kolostorból a 14. század elejéről származó kerengőt őrizték meg, míg a templomot és a kolostor többi részét a 19. század végén és a 20. század elején neoromán stílusban alaposan átalakították. A templom egyhajós épület téglalap alakú apszissal. A harangtornyot 1902-ben Ante Bezić tervei alapján építették. A templomban Tomo főesperes, történész, Marko Marulić és Jerolim Kavanjin írók, valamint Ivan Lukačić zeneszerző sírja található. A kolostorban említésre méltó Ante Trumbić politikus szarkofágja, Ivan Meštrović alkotása és a trogiri Blaž Jurjev 1450-ben festett feszülete.
- A Dobrići Boldogasszony-templom[22] egy kereszt alaprajzú, neoromán stílusú épület, melyet 1868-ban Ivan Manger kanonok építtetett Emil Vecchietti tervei alapján egy lebontott középkori templom helyén. A templom a Dobrić városrészen található, amelyet a templom közvetlen közelében lévő ivóvíz ("dobre") forrásról neveztek el. A délnyugati városrész városi adottságaihoz alkalmazkodva a templom északi és keleti homlokzata harmonizál a szomszédos épületekkel. Az 1877-ből származó márványoltáron a Klisszai Szűzanya ikonja látható, amelyet Klissza várának 1537-es eleste után hoztak a régi templomba. A templomot 1987 -ben újították meg.
- A Peristili Szent Rókus-templomot[23] az áthidaló felirata szerint 1516-ban építették egy 13. századi román stílusú ház átépítésével, egyhajós templomként. Az eredeti épület az északi fala maradt meg. A Diocletianus -palota oszlopcsarnokának egy része a déli falba van beépítve. Közvetlen közelében állt a 15. századi Szent Borbála-templom, amelyet 1880-ban bontottak le. Ma nincs vallási funkciója.
- A Néri Szent Fülöp-templomot[24] 1735-ben építették a székesegyháztól északra, az ősi Decumanus utcában a régi, 17. századi templom helyén. Tervezője a vicenzai Francesco Melchior volt. Művészeti alkotásaiból kiemelkedik egy régi fa feszület, a velencei Bernardo Strozzi Szent Ferenc festménye (ma az érseki palotában van), a velencei Baldassare D’Anna 1607-ben készített Szűzanya a gyermekével festménye, valamint a vicenzai Antonio Garzadori 1679-ben még a régi templom számára készített, szenteket ábrázoló ciklusa.
- A marjani Szent Miklós-templomot[25]  a Marjan déli lejtőjére építették, ezért gyönyörű kilátás nyílik innen a városra. A templomot a 13. században építtette a spliti Rako és felesége Elizabeta, majd a sustipani bencés apátságnak adományozta. A 16. századtól remeték lakták, akiket 1922-ben eltávolítottak. Egyhajós, román stílusú kőépület, téglalap alakú apszissal, a déli oldalon román-gótikus harangtoronnyal. Az egyszerű homlokzat tetején Krisztus gótikus-reneszánsz szobra, a templomban Szent Miklós képe látható, mely Angel Uvodić spliti festőművész munkája.
- A Marjan-foki Szent György-templom[26]  a 9. században épült egy ókori Diána-templom alapjain. Egyhajós kőépület, félköríves apszissal és kőlapokból készült tetővel. A falaknak nincs nyílásuk, kivéve a főhomlokzaton kialakított bejáratot. 1275-ben említik először, majd miután több évszázadon keresztül részben romos volt, 1972-ben újjáépítették.
- A Spliti-öböl keleti oldalán áll a Mária mennybevétele plébániatemplom.[27] A sekély oldalkápolnákkal és hátul harangtoronnyal rendelkező, egyhajós kőépületet 1928-ban építették fel neoklasszicista stílusban egy régebbi épület helyén. A mai templom szabályos kősorokból épült, magas, íves oldalsó ablakokkal. A főhomlokzatot a sarkon álló pilasztereken nyugvó profilozott oromzat uralja. Az oromzat közepén ovális, növényi motívumokból álló stukkó látható a M (Maria) monogrammal. A homlokzat középtengelyében egy egyszerű portál található, dupla áthidalóval, profilozott párkánnyal és félköríves ablakkal.
- A pazdigradi Szent Lőrinc templomot[28] a 13. században építették, első említése „Sanctus Laurentius Paganus” néven 1250-ben történt. A 16. és 17. században a török többször megrongálta. A templomot a 19. században újjáépítették. A régi templomból az oltár antependiuma és a kora román fonatos díszítésű oltár előépítmény maradt fenn. A templom gótikus Szent Lőrinc képe az egykori pjaci templomból származik. 1933-ban Mate Meneghella festőművész a Szent Lőrinc életéből vett jelenetekkel festette ki. 1983-ban újították fel utoljára, amikor régészeti feltárást is végeztek itt.
- A Szent Mária Magdolna-templom,[29] ismertebb nevén a Szent Mande-templom Split Škrapa nevű negyedében, a Split és Stobreč közötti egykori út mentén található. Ősi épület, mely egy 10. századi kora középkori templom helyén épült, amit a templom falába épített kora középkori töredékek tanúsítanak. Mai formáját a 17. században kapta, 1678-ban állították helyre, miután 1657-ben a török egy hadjáratban felégette. Egyszerű, mezei templomként, zúzott kőből épült. Egyhajós, apszis nélküli épület, a homlokzat tetején az oromzaton álló harangdúccal. A templomot és környékét 1993-ban újították fel.
- A dujmovaci Szent Dujam-templom[30] egyhajós kőépület, amelyet 1747-ben Petar Bakić diakovári püspök építtetett egy ősi épület alapjaira, azon a helyen, ahol a legenda szerint Split népe megpihent, amikor a 7. században a Szent Dujam csontjait hozták Solinból Splitbe. A főhomlokzat profilozott áthidalású bejárattal rendelkezik, mindkét oldalán szegmensíves, magas, téglalap alakú ablakkal, a homlokzat tetején pedig egy harangdúccal. A portál fölött Bakić püspök címerét és egy táblát találunk, amely az építési év mellett egy forrást is említ, amely éppen azon a helyen eredt, ahol a szent testét átadták a splitieknek. A templomot és környékét 1998-ban újították fel.
- A Tornyos Boldogasszony-templomot[31] a 6. században építették a Diocletianus-palota Vaskapuja felett. Eredetileg Szent Teodornak szentelték. A 11. században a belső keresztboltozatos teret három boltszakaszra osztották, és a központi szakasz fölé egy kora román stílusú harangtornyot emeltek, amely a legrégebbi horvát Adria parton. Ugyanebből az időszakból származnak oltárépítmény töredékei, amelyek Firmin perjelt, valamint első és második feleségét említik adományozóként. A harangtorony 13. századi Szűzanya ikonja, amely után a templom mai nevét kapta a katedrális kincstárában található. A templomhoz magas lépcsősor vezet, amelyet egykor a szülés előtti fogadalmat tett helyi nők másztak meg, de ma már nincs vallási funkciója.
- Szent Mihály-templomot[32] a hagyomány szerint Split első érseke, Ivan Ravenjanin építtette a tengerparton (in ripa maris). Eredetileg egyhajós, széles félkör alakú apszissal rendelkező templomot először a 11., majd a 15. században bővítették, majd 1906-ban lebontották. Az épületből csak a 15. századi gótikus apszis maradt meg, amelyet a Diocletianus-palota nyugati falába véstek. A régészeti ásatások során megtalálták és feltárták a hajó falainak maradványait és egy szarkofág töredékeit, amelyet eredetileg a templom mellett helyezkedtek el, majd később a falba illesztették. A spliti Régészeti Múzeumában őrzik a templom román kor előtti időszaka fonatos díszítésének töredékeit.
- A reneszánsz Betlehem-templomot[33] 1500 körül építették a Marjan déli lejtőjén. A templom felújításakor épített, 1928-ból származó kőlépcsők vezetnek hozzá. Egyhajós kőépület, téglalap alakú apszissal. A főhomlokzaton egyszerű, profilozott portál található mellette szenteltvíztartóval, felül pedig oromzaton harangdúc látható. Belsejében egy kora reneszánsz kőtábla található, amelynek központi domborműve Krisztus születését ábrázolja, amelyről a templomot is elnevezték, míg a lunettában a keresztrefeszítés ábrázolása látható. A templom Andrea Alessi műhelyéhez közel álló helyi mester munkája.
- A Szentlélek-templom[34] kora román kapuzata a nyugati oldalon található. A templomot a 13/14. században alaposan átalakították  Az udvar északi részén található tornác gótikus stílusú elemekkel rendelkezik. A gótikus stílusú udvari kapu felett egy román kori lunetta látható, amely Krisztus ülő képmását ábrázolja. A templom egyhajós épület, apszissal, a főhomlokzat tetején lévő oromzaton hatalmas barokk harangtorony maradványaival. A barokk belsőben a trogiri székesegyházban található Boldog János kápolna mintájára készített freskók, valamint Andrea Alessi szobrász és építész síremléke található.
- Az Alexandriai Szent Katalin-templom és kolostor[35] az azonos titulusú 5-6. századi templom helyén épült. Ezt az ősi épületegyüttest a városnak a Candiai háborúban történő megerősítése idején bontották le. A háború befejezése után, 1666 és 1682 között a templomot és a kolostort barokk stílusban építették újjá. A mai formáját az 1932-1934 közötti jelentős átépítés során kapta, amikor a templomot kibővítették és a barokk harangtornyot lebontották. 1944-ben Split bombázásakor a kolostor részben megsemmisült. A templomban barokk oltárok találhatók. Az oltárképek közül kiemelkednek Matthias Ponzoni-Ponchun és Sebastian Devita munkái. A templom és a kolostor rekonstrukciója 2007-2010 között fejeződött be.
- A Szent Lukács-templom[36] Veli Varoš déli részén található. Egyhajós, reneszánsz épület, amelynek déli oldalán apszis és sekrestye van. Az északi homlokzat mentén kőlépcsők vezetnek a kórushoz. Főhomlokzatán található a kapuzat, a profilozott architrávval, az oromzaton pedig a kétnyílású harangdúccal. A II. világháború idején a város bombázásakor súlyos károkat szenvedett. Berendezéséből kiemelkedik egy 13. századi feszület, melyet a Szentlélek-templomba vittek át.
- A spinuti Sarlós Boldogasszony-templomot[37] a 12. században építették Split Spinut nevű városrészén, egy ókori épületre épített ókeresztény templom helyén. A mai templom egyhajós épület, síkmennyezettel és nyeregtetővel, valamint baldachinos harangdúccal. A homlokzat szerkezete az építés több szakaszát tárja fel. A román stílusú, egyhajós épületet a 16. században reneszánsz stílusban alakították át, keleten egy részét dongaboltozattal látták el, a román stílusú portált pedig egy lunettával látták el. A 17. században lerombolta a török, mely után teljesen újjáépítették.
- A Hétfájdalmú Szűzanya-templom[38] a 15. században épült Kašjunban, a Marjan déli lejtőin. A templomot egy régebbi, 1362-ből származó gótikus szentélyhez építették. Az egyszerű főhomlokzat tetején virágos akroterion látható. Belül a Fájdalmas Szűzanya domborműve Juraj Dalmatinac alkotása.
- A veli varoši Szent Miklós-templom[39] a városrész legrégibb épülete, melyet a spliti Nemir Mesagalina építtetett 1068-ban kora román stílusban. A templom kereszthajója felett négy, román oszlopfős monolit oszlop által tartott kupola található. Az oszlopok a Diocletiuanus-palotából származnak. A 12. század elején a templom új portált, oroszlánok hordozta oromzatot és az eredeti kupola helyett alacsony, román stílusú harangtornyot kapott. Ugyanebből az időszakból az oltár előépítménye. A 18. században a templomot nyugati irányban bővítették, és hatalmas harangtornyot építettek hozzá, de az 1949-es konzerváló helyreállításakor visszaállították eredeti formáját.
- A veli varoši Szent Kereszt-templomot[40] 1681 és 1685 között építették, de 1851 és 1854 között neoromán stílusban építették át. A templom szabályos kövekből épült, kereszt alaprajzzal, délnyugati oldalán harangtoronnyal. Kapuzatát két oszlop szegélyezi, korinthoszi oszlopfőkkel. A barokk templomból csak az 1761-ben épült harangtorony maradt fenn, mely Dalmácia egyik legszebb barokk harangtornya, egyúttal egész városrész képét uralja.
- A socai Szűz Mária-templom[41] Veli Varoš északi részén épült, mely régen a Seoce nevet viselte. Egyhajós kőépület, téglalap alakú apszissal, a homlokzat tetején háromrészes harangdúccal és a kórushoz vezető külső lépcsőkkel. A tető oromzatos, az apszis csúcsíves boltozatú. A templom a középkori Santa Maria de Pedemonte templom helyén épült, melyet a 14. századtól említenek. Mai nevén a templomot a 17. században említik, 1606-ban tűzvészben elpusztult, 1658-ban pedig a barokk stílusban építették újjá.
- A Szent Jeromos-templomot[42] a hozzá tartozó remeteséggel egy magas szikla repedésében építették a 15. század második felében gótikus-reneszánsz stílusban. A templom melletti falon János evangélista reneszánsz domborműve látható. A belső térben a barlangban látható Szent Jeromos-dombormű Andrea Alessi munkája 1480-ból. Az udvar nyugati oldalán kútkávás ciszterna és padokkal ellátott kőasztal található. A remeteségnek falazott homlokzata van, belső tere pedig kitágul, és két, néha három emeletre osztott tágas tere van.
- A Szent Antal ferences kolostor a Szűz Mária-templommal.[43]  A kolostort az egykor mocsaras területen a 15. század közepén építették a boszniai ferencesek számára. A templom is 15. századi gótikus épület, négyszögletes szentéllyel. A 17. században barokk stílusban építették át, míg harangtornya a 18. században épült. A kolostor épületeinek mai képe a 19. és a 20. század eleji bővítések eredménye. A templomban található műalkotások közül kiemelkedik a Girolamo da Santacroce poliptichonja Szent Dujam alakjával, aki Split a 16. század első felének megfelelő, hűen ábrázolt modelljét tartja a kezében.
- A Pojišani Boldogasszony-templomot[44] 1607-ben építették, a 13. századi templom bővítésével és felújításával. A templom mellett található a kapucinus kolostor és a harangtorony. A mai kolostor épületét a régi helyén 1909-ben kezdték építeni és a munkálatok 1911-ben fejeződtek be. Lavoslav Horvat építész 1931-ben készített reveket a kolostorkomplexum emeletének építésére, melynek munkálatai 1939-ben fejeződtek be. A Pojišani Boldogasszony-templom egyhajós barokk épület, téglalap alakú apszissal és az apszis déli oldalához épített sekrestyével.

#### Protestáns templomok
- "Örömhír" evangélikus templom
- "Emanuel" baptista templom
- Spliti baptista templom
- Metodista templom

#### Zsinagóga
Európa egyik legrégebbi, ma is működő zsinagógája  a 16. század elején épült, a volt zsidó gettó területén, a Diocletianus-palota nyugati falán kívül, két összeépített középkori ház második emeletének átalakításával. A modern velencei és más olasz zsinagógákhoz hasonlóan a spliti zsinagóga sem emelkedett ki a többi szerény lakóház közül, míg az 1728-ban kialakított belső tér, mely Giacomo Franzano műve már gazdagabban díszített. A Diocletianus-palota nyugati falába klasszicista stílusban fekete-fehér márványból építették a templom legszentebb részét. Az architrávon héber felirat olvasható: „Emlékezz, ki előtt állsz!” A 19. század elején a zsinagógát kibővítették az északi oldalon lévő szomszédos ház területére, ahol a nők számára rendeztek be imahelyet. 1942. június 12 -én olasz fasiszták kifosztották és felgyújtották, a rituális tárgyakat, könyveket, kéziratokat és bútorokat a közeli Pjaci téren égették el. A háború utáni újjáépítést követően a zsinagógában csak kis számú megmentett ezüst tárgyat tudtak elhelyezni. A spliti zsinagóga jelentős eleme Split szakrális építészetének.

### Múzeumok

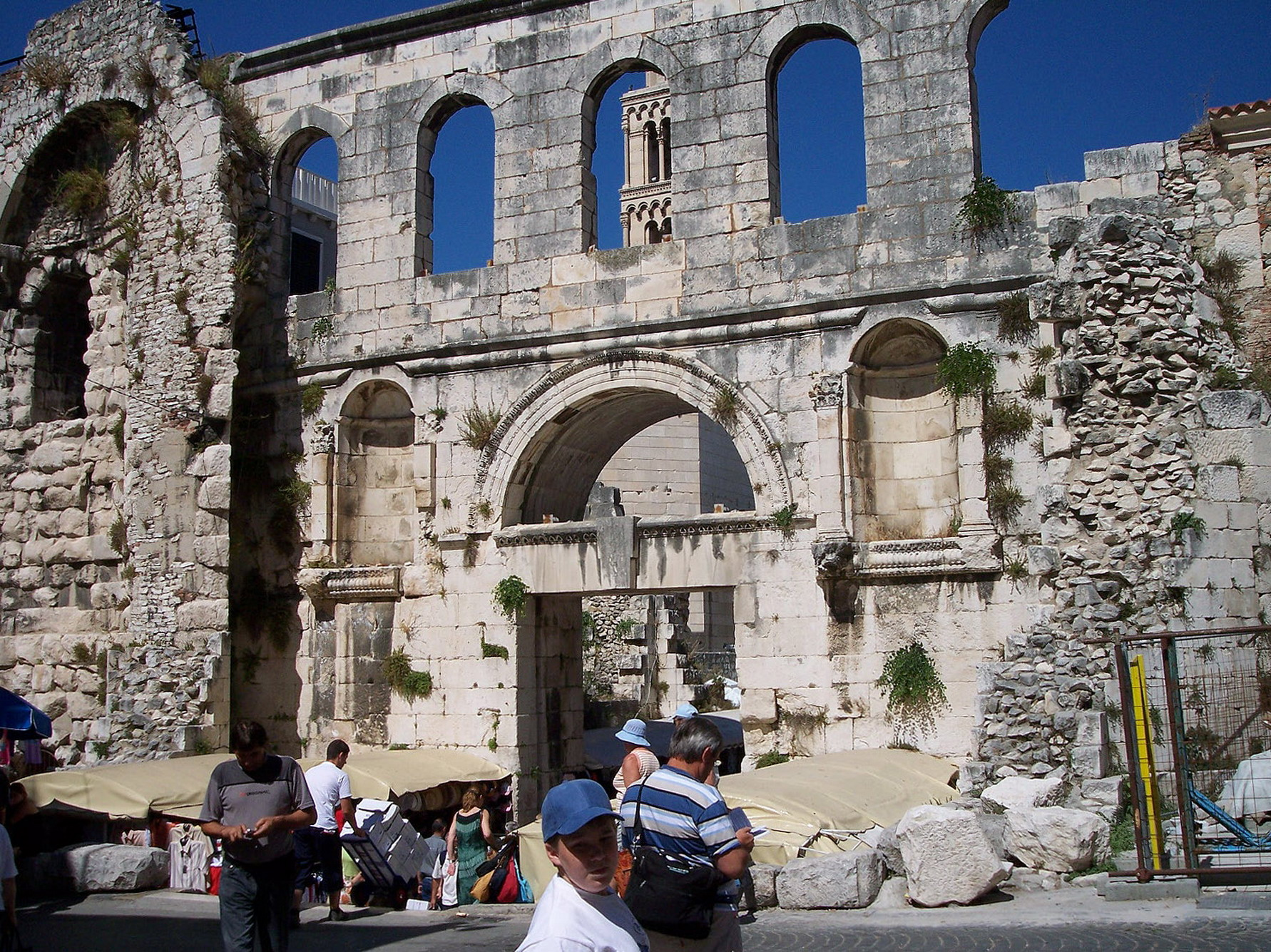
Római falak Splitben

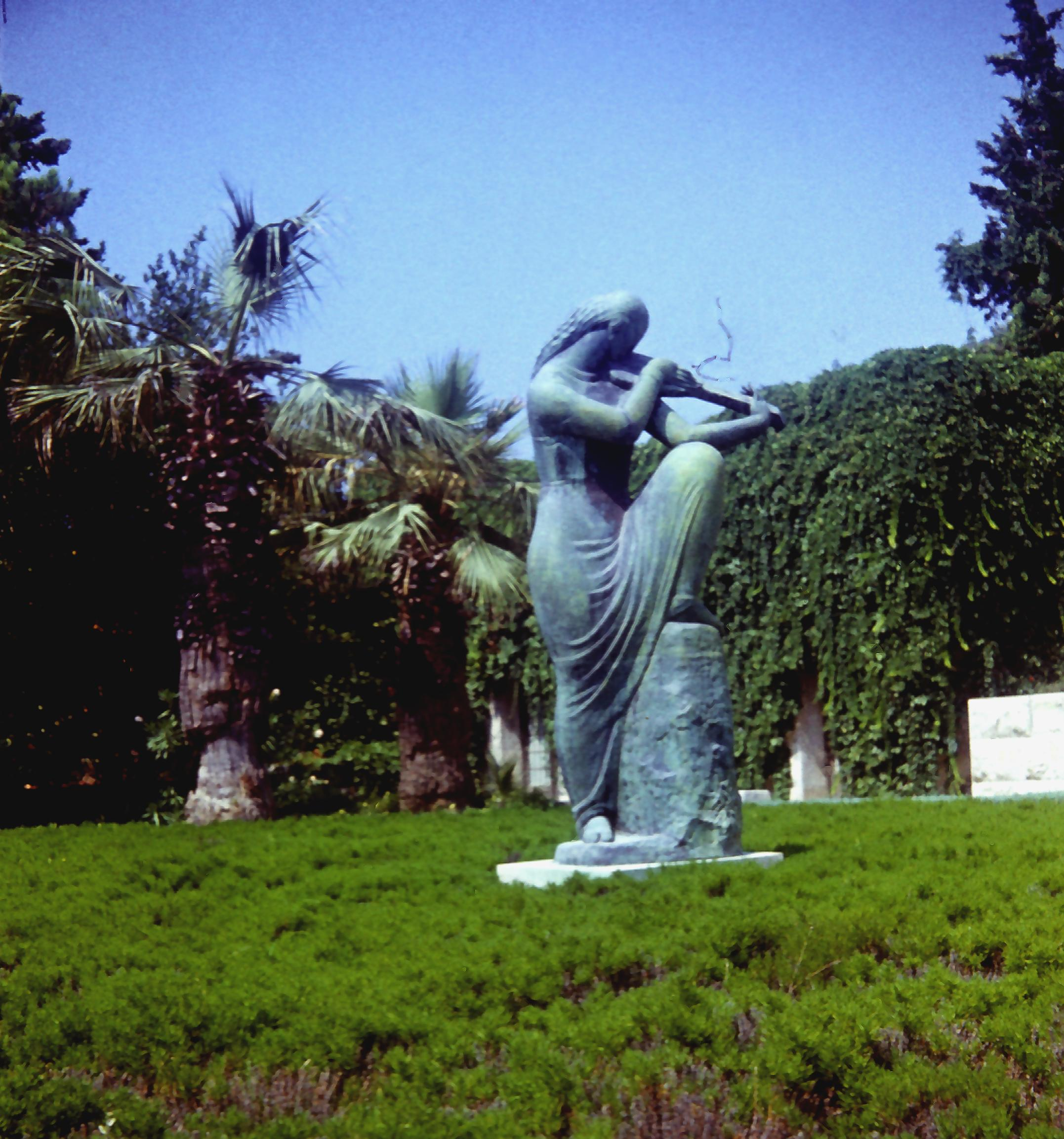
Mestrovic Galéria parkja

- Szent Domnius Katedrális kincstára
- A Régészeti Múzeum[46] a legrégebbi múzeumi célokra emelt épület Dalmáciában, mely 1912 és 1920 között épült. Az építkezés az első világháború idején szünetelt. A historizmus jegyében épített, szecessziós részletekkel rendelkező épületet 1922-ben nyitották meg a nagyközönség előtt. Tervezői Friedrich Ohmann és August Kirstein bécsi építészek, az építési munkákat Giovanni Bettiza spliti vállalkozó végezte. Az épület szabadon álló egyemeletes kőépület, előtte egy árkádokkal körülvett nagy kerttel, amely lapidáriumként funkcionál. A múzeum értékes állománya 1999 óta új állandó kiállításon látható.
- Néprajzi Múzeum
- Meštrović Galéria
- Művészeti Galéria
- Horvát Tengerészeti Múzeum
- Meštrović citadella
- Városi Múzeum
- A Horvát Régészeti Emlékek Múzeuma[47] 1972 és 1976 között épült, míg az állandó kiállítást 1978-ban nyitották meg. Az épületet Mladen Kauzlarić építész kezdte tervezni, halála után pedig Zvonko Vrkljan és Sena Gvozdanović fejezték be. Az állandó kiállítás Ante Svarčić építész és Fran Delall festőművész irányításával jött létre. Az épület szerkezetének jellemzője, hogy funkcionális részeket egy egységbe csoportosítja, egyúttal integrálja a természeti környezetbe. A természet és az építészet közötti átjárhatóság már az épület elhelyezésében megnyilvánul oly módon, hogy a zöldfelületekkel egy egységet képezzen.
- Természettudományi Múzeum és Állatkert
- Élő Múzeum Archiválva 2015. május 4-i dátummal a Wayback Machine-ben

### Egyéb nevezetességek
- A Kikötői Kapitányság épületét[48] 1890 és 1892 között építették neoreneszánsz stílusban Rupčić építészmérnök tervei szerint. eredetileg kétemeletes, manzárdos épület volt, a sarkon kupolával. 1926-ban egy emelettel megemelték. Mérete és helyzete gyakori vita tárgyát képezte, néhányan a bontását szorgalmazták. Sok művész, festő és fotós műveinek egyik kedvenc alanya volt volt.
- Az Oceanográfiai és Halászati Intézet épületét[49] 1932-1933-ban építették Fabian Kaliterna építész tervei alapján, az utolsó munkálatok azonban csak jóval később, 1940 áprilisában fejeződtek be, amikor a belső teret díszítették, és különleges látványosságként közvetlenül a tenger mellett akváriumot építettek. Az Oceanográfiai Intézet épülete kiemelkedő helyet foglal el Kaliterna építész munkái között. A jellegzetes, árkádokkal és félköríves ablakokkal tagolt mediterrán épület közvetlenül a tenger mellett található, az épület tökéletesen illeszkedik a környező tájhoz.
- A Horvát Nemzeti Színház[50] épülete Emil Vechietti és társa, Ante Bezić terve alapján épült a 19. század végén egy korábbi nagy tó helyén, a barokk Priuli-bástya közelében historizáló stílusban. Eredetileg a belső teret pazar festmények és stukkóval díszítették. A neobarokk stílusú főhomlokzaton a második emelete magasságában egy nagy, félköríves nyílás, és Cosmi trieszti szobrászművész szobrai láthatóak, míg az oldalsó homlokzatok nagyon egyszerű és díszítés nélküliek. 1971-ben az épület egy tűzvészben leégett és csak 1979-ben állították vissza eredeti állapotába. Ezzel egyidejűleg Božidar Rašica és Vera Maršić terveis szerint modern épületrésszel bővítették.
- A Crikvine-Kaštelet eredetileg reneszánsz-barokk kastélyát[51] 1513 körül építette a gazdag velencei Capogrosso család. A spliti költő Kavanjin családjával való kapcsolatai miatt 1709 óta Capogrosso-Kavanjin kastélyként ismert. A 20. század elején eladták a spliti Eduard Žagar építőipari vállalkozónak, aki 1939-ben eladta Ivan Meštrovićnak. Ezt követően nyugati része jelentős változásokon ment keresztül. Meštrović elképzelése szerint Harold Bilinić építész és a kivitelező Marin Marasović együttműködésével egy átriumot, egy monumentális tornácot és a Szent Kereszt-kápolnát építették hozzá. Ebben helyezte el a világhírű szobrászművész nagy fa feszületét, és egy 28 fa domborműből álló ciklusát, amelynek témája Krisztus élete.
- A Cornaro-bástya[52] a ma legjobban fennmaradt spliti barokk bástya, amelyet a 17. század elején a barokk erődítményrendszer részeként építettek. A spliti barokk erődítmények tervezője Innocentio Conti velencei mérnök volt. A Cornaro bástya építése 1661-ben kezdődött Andrea Cornaro kormányzó igazgatása alatt, és 1664-ben Girolamo Contarini idejében fejeződött be. Ma a Cornaro-bástya teljes mértékben látható, a kőköpeny (melyet részben 2017 elején helyreállítottak) és a bástyán belüli földtöltés jó állapotban megmaradt. A Művészeti Galéria épületét 1792-ben építették a Cornaro-bástya belsejébe Petar Kurir helyi építész tervei alapján. Számos rekonstrukción esett át. A neoreneszánsz stílusú homlokzatot és belső udvart 1872-ben építették. Az 1970-es évek végén Forradalom Múzeummá alakították át, majd 2004 és 2009 között Vinko Peračić tervei alapján helyreállították és ismét Művészeti Galéria lett. Az épület a spliti neo stílusú építészet értékes példája.
- Nini Gergely emlékműve[53] Ivan Meštrović világhírű horvát szobrászművész munkája. Ez a harmadik Meštrović-munka, amelyet 1929-ben állítottak fel Splitben, Luka Botić 1905-ös és Marko Marulić 1925-ös emlékműve után. A szobor egy monumentális bronzfigura, majdnem nyolc méter magas, és a nini püspököt ábrázolja, aki 925-ben és 928-ban az első és a második egyházi zsinaton Splitben kudarcot vallott abban, hogy a dalmát püspökök prímása legyen, de ezt a pozíciót a spliti érsek mégis elismerte. A horvát királyság ezredik évfordulója alkalmából 1925-ben a püspök karaktere mitikus hőssé nőtte ki magát a glagolita ábécéért és a szláv nyelv használatáért vívott harcáért az istentiszteleteken. Ivan Meštrović úgy ábrázolta őt, mint a nép szellemének és törekvéseinek szimbólumát. A szobrászművész kívánsága szerint a szobrot 1929-ben a Peristilen álló spliti székesegyház elé helyezték, majd az 1941-es fasiszta megszállás alatt szétszerelték és eltávolították. 1954-ben állították fel a jelenlegi helyszínen, a Diocletianus-palota Aranykapujától északra, a harangtorony és a bencés templom, valamint a Szent Eufémia kolostor régészeti maradványai közelében. A szobor kicsinyített változatát 1931-ben Varasdon, 1969-ben pedig Ninben állították fel. Grgur Ninski szobra kiemelkedő helyet foglal el Meštrović életművében, egyik legfontosabb köztéri szobra.
- Marko Marulićnak, a horvát irodalom atyjának szobra,[54] Ivan Meštrović szobrászművész alkotása a második Meštrović-szobor, amelyet Splitben állítottak fel. A szobrot 1925-ben helyezték el az akkori Voćni téren, a mai Braće Radić téren, a barokk Miles-palota reprezentatív homlokzata előtt, amely ma a Horvát Tudományos Akadémia itteni székháza.
- Emanuel Vidovićnak Split és Horvátország nagy modernista festőművészének emlékműve[55] a spliti Emanuel Vidović parkban található. A szobrot 1963 júniusában állították fel, a festő halálának tizedik évfordulója alkalmából. Az emlékmű alkotója Frano Kršinić horvát szobrászművész, a festőművész barátja volt. Az azonos nevű parkban található emlékmű ötlete az ő kezdeményezése és ajándéka Split városának. Az emlékművet a park délnyugati részén, a fontos városi utak, a Gundulićeva és a Zrinsko-Frankopanska utca kereszteződésében állították fel.
- A Gripe erőd 17. század.
- Az „Ad basilicas pictas” régészeti lelőhely jelentős ókori, ókeresztény és középkori leletekkel. A régészeti lelőhelyen három építési fázist azonosítottak: Az elsőt az 1. és a 2. századból egy kör alaprajzú építmény maradványaival, a másodikat az 5. és 6. századból két kora keresztény templommal és egy keresztelőkápolnával, a harmadikat pedig egy középkori temetővel a korabeli dokumentumokban Szent András templomként említett szakrális épület maradványaival, ahol 1185-ben egyházi zsinatot tartottak.[56]
- A Špinut-öbölben, a spliti Marjan-félsziget északi oldalán egy ősi kikötői komplexum maradványait fedezték fel, melyet az i. e. 2. századtól a 4. századig használtak. Egy használt amforákból és kőből épített töltésből, valamint fából készült oszlopokból, gerendákból, deszkákból, karókból és nádból álló komplex tengerparti struktúrát azonosítottak. Egy falazott kőépület véletlenszerű megtalálása megerősíti, hogy ősi maradványok húzódnak a Špinut-öböl mentén, melyek egy tengerparti gazdasági komplexum részét képezik, kikötői  létesítményekkel és gazdasági épületekkel ellátva.[57]
- A 11. századi Szent Benedek-templom romjai a Marjan-félsziget északi partján.[58]
- 2011-ben Željko Kerum akkori polgármester, az ország egyik leggazdagabb embere bejelentette, hogy 39 méter magas Krisztus-szobrot állítanak a város fölött magasodó Marjan-dombon. Elkészítésének és felállításának költségeit magánvagyonából fizeti. A heves tiltakozás hatására elállt tervétől; a szobor nem készült el.[59]

## Közlekedés

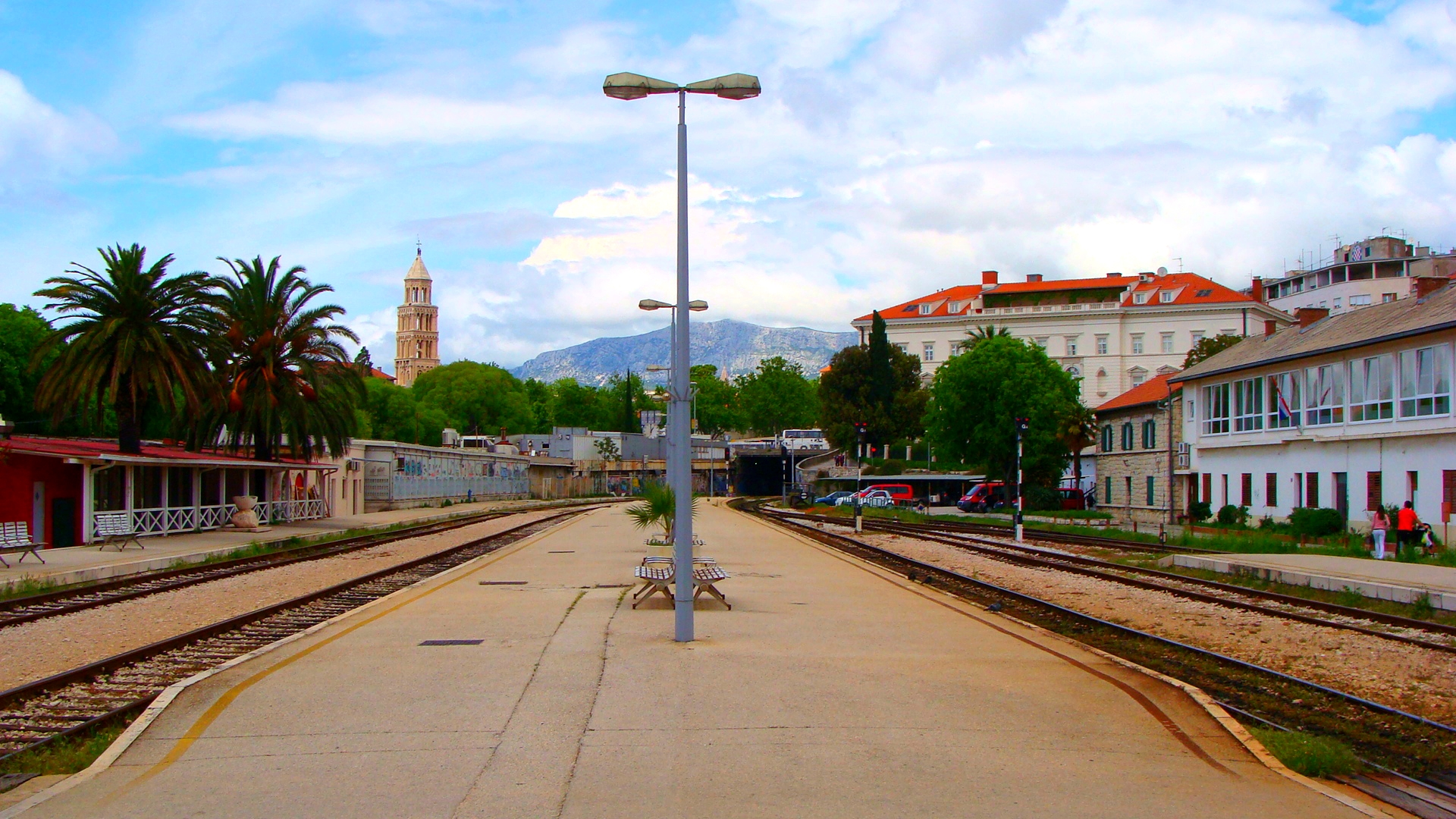
Vasútállomása

Split fontos közlekedési csomópont. Dalmácia hajóközlekedésének egyik központja, Anconával és Pescarával közvetlen nemzetközi hajójárat köti össze, amelyen három hajótársaság a SNAV, a Jadrolinija és a Blueline Ferry üzemeltet járatokat. Emellett menetrend szerinti hajójárat köti össze a főbb tengerparti városok közül Dubrovnikkal, Trogirral, Fiuméval, és a közép-dalmáciai szigetekkel: Brač, Hvar, Šolta, Korčula de távolabb Vis és Lastovo úticélok felé is. Repülőtere 20 kilométerre nyugatra Trogir mellett fekszik, és nemzetközi járatokat fogadását szolgálja. Splitben végződik a Dalmáciai vasútvonal déli ága, amelynek részeként 1874 és 1877 között Siverić és Split viszonylatban a vasút kiépült. 1888-ban átadták a Knin - Siverić közötti szakaszt. A Lika vasútvonal a Szerb-Horvát Királyság idején 1925-ben készült el, és csatlakozott a Zágráb felé menő vasúti hálózathoz. Az autóbusz közlekedés egyik központja, menetrend szerinti járatok közlekednek valamennyi fontosabb horvátországi városba.
2006. december 10-én kezdte működését a Spliti helyiérdekű vasút 17,8 km-es vonalával és 7 megállójával. Tervezik a vonal meghosszabbítását Trogirig.
2005 júliusában adták át az A1-es autópályán várost elérő szakaszát. A város és az autópálya között a 2x2 sávos autóútként átépített 1-es főút szolgál kapcsolatként. A belvárosi negyedet és a kikötőt 2x2 sávos és 2x3 sávos jól kiépített főútvonalak tárják fel. A történelmi óváros gyalogos zóna része, amelyben az árufeltöltést villamos meghajtású kézikocsikról biztosítják.
Parkolásai rendszere fizető parkolós.

## Sport
A splitiek sokszor hangoztatják, hogy Split a legsportosabb város a világon.
Több sportrendezvény is volt a városban: VIII. Mediterrán játékok (1979), úszás és vízilabda Európa-bajnokság (1981) és atlétikai Európa-bajnokság (1990)
- labdarúgás: HNK Hajduk Split, RNK Split, HNK Krilnik Split, NK Galeb Split, NK Dalmatinac Split
- kosárlabda: KK Split, KK Dalvin
- vízilabda: VK POŠK, VK Jadran, VK Mornar, ŽVK Bura, VK Lubinski porat, VK Pauk, VK Split, VK Veteran '70, VK Zenta
- kézilabda (férfi): RK Split, RK Brda
- kézilabda (női): RK Nada, RK Split Kaltenberg
- teke: KK Poštar, KK Metrojak Split
- evezés: VK Gusar, VK Mornar
- vitorlázás: JK Labud, JK Mornar, JK Split, JK Zenta], JK Špinut
- rögbi: RK Nada, FK Ragbi 59
- baseball: BK Nada]
- úszás: PK POŠK, PK Jadran, PK Mornar
- túrázási klub: HPK Dalmacija
- atlétika: ASK, AK Hajduk
- jégkorong: Hokej Klub Split[60]
- judo: JK Pujanke, JK Student
- karate: KK Sokol

A Hajduk Split futballklub nagy stadionja 1979-ben épült Split Poljud városrészének területén, ezért nevezik ma is Poljud Stadionnak. Tervezője a neves horvát építész, Boris Magaš (1930-2013) volt. A stadion építése a VIII. Mediterrán Játékok 1979-es spliti megrendezésével van kapcsolatban. Ugyanebben az évben a stadion építészeti és városépítészeti koncepciójáért a "Borba" díjat ítélték oda a tervezőnek. A Poljud Városi Stadion, a Kaštela-öböl természetes környezetében található, hátterében a Marjan zöldterületével.

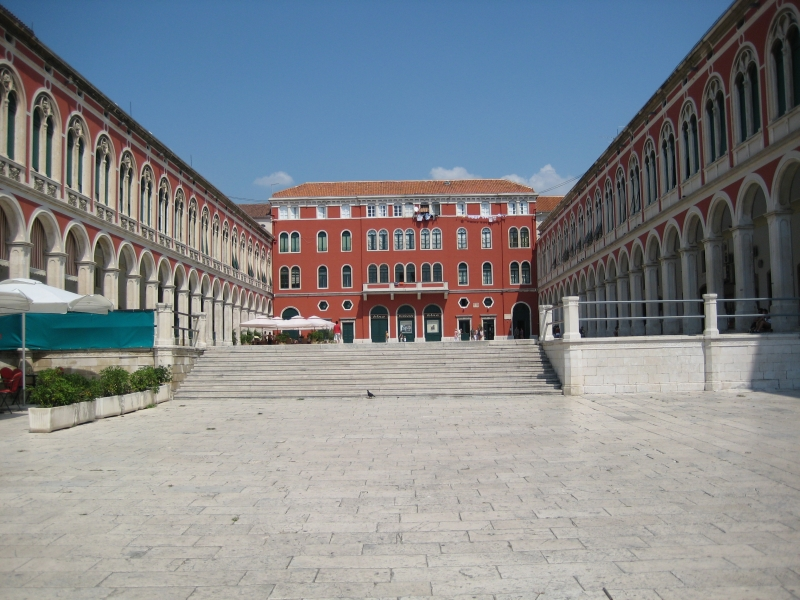
Prokurative

## Híres emberek

### Zenészek, zeneszerzők, énekesek
| - Marijan Ban, zeneszerző - Meri Cetinić, kantáló - Oliver Dragojević, énekes - Petar Grašo, énekes - Zlatan Stipišić-Gibonni, zeneszerző és énekes - Severina Vučković, popénekes és színész - Jelena Rozga, énekes - Dražen Zečić, szövegíró és énekes - Toma Bebić, énekes, művész, irodalmár - Matko Jelavić, énekes - Hari Rončević, kantáló - Goran Karan, énekes - Neno Belan, énekes (Đavoli) - Doris Dragović, énekesnő - Zorica Kondža, énekesnő - Danijela Martinović, énekesnő - Mišo Kovač, énekes - Mladen Grdović, énekes | - Giuliano, énekes - Dino Dvornik, énekes - Dean Dvornik, énekes - Tonči Huljić, zeneszerző (Magazin) - Tedi Spalato, énekes - Jasmin Stavros, énekes - Maja Blagdan, énekesnő - Đorđi Peruzović, énekes - Ivo Tijardović, zeneszerző - Jakov Gotovac, zeneszerző - Josip Hatze, zeneszerző - Boris Papandopulo, zeneszerző és karmester - Franz von Suppé, zeneszerző, a bécsi operett atyja - Duško Tambača, zeneszerző - Zdenko Runjić, zeneszerző - Vinko Coce, énekes - Albina Grčić, énekesnő |

### Festők, szobrászok
- Emanuel Vidović, festő
- Vasko Lipovac, festő, szobrász
- Matko Trebotić, festő
- Josip Botteri-Dini, festő
- Kažimir Hraste, szobrász
- Kuzma Kovačić, szobrász
- Petar Grimani, festő, szobrász
- Ivan Meštrović, szobrász

### Irodalmárok
- Marko Marulić, irodalmár, a horvát irodalom atyja
- Luka Botić, irodalmár és botanikus
- Bogdan Radica, publicista, irodalmár, diplomata
- Živko Jeličić, irodalmár
- Miljenko Smoje, író és újságíró
- Tonči Petrasov Marović, irodalmár
- Enzo Bettiza, irodalmár

### Színészek, rendezők
| - Boris Dvornik, színész - Zdravka Krstulović, színésznő - Josip Genda, színész - Arijana Čulina, színésznő - Žarko Radić, színész | - Milan Štrljić, színész, rendező - Nives Ivanković, színésznő - Milka Podrug Kokotović, színésznő - Ognjen Sviličić, rendező - dr.sci. Vlatko Perković, rendező |

### Sportolók

#### Labdarúgók
| - Tomislav Ivić - Frane Matošić - Pero Nadoveza - Vladimir Beara - Ivan Katalinić - Zlatko Vujović - Dragan Holcer | - Ivan Buljan - Ivica Šurjak - Ivan Gudelj - Aljoša Asanović - Igor Štimac - Jurica Jerković - Slaviša Žungul | - Slaven Bilić - Stipe Pletikosa - Igor Tudor - Vladimir Kragić - Tomislav Erceg - Vedran Corluka | - Ivica Križanac - Dean Računica - Robert Jarni - Nenad Pralija - Hrvoje Vejić - Dado Pršo - Dario Srna | - Mate Bilić - Ivica Mornar - Luka Vučko - Goran Vučević - Zoran Vujović - Ferante Colnago | - Vladimir Balić - Nikola Kalinić - Jurica Vučko |

#### Kosárlabdázók
| - Branko Radović - Ratomir Tvrdić - Petar Skansi - Damir Šolman | - Željko Jerkov - Velimir Perasović - Toni Kukoč - Dino Rađa | - Žan Tabak - Roko Leni Ukić - Nikola Vujčić - Andrija Žižić |  |

#### Egyéb sportolók
| - kézilabda - Tonći Peribonio - Vatromir Srhoj - Nataša Kolega - Ivano Balić - Petar Metličić - Drago Vuković - Ivan Slišković | - tenisz - Goran Ivanišević - Nikola Pilić - Željko Franulović - Mario Ančić | - atlétika - Blanka Vlašić | - úszók - Đurđica Bjedov - Duje Draganja - Veljko Rogošić | - evezősők - Zlatko Celent - Duško Mrduljaš - Siniša Skelin - Nikša Skelin |

### Politikusok
- Diocletianus római császár
- Gajo Bulat ügyvéd, Split község polgármestere, képviselő a bécsi császári tanácsban
- Ivo Tartaglia ügyvéd, polgármester, Tengermelléki bánság bánja
- Ante Trumbić ügyvéd, politikus, az SzHSz Királyság külügyminisztere
- Ivo Sanader horvát miniszterelnök
- Željko Kerum üzletember, polgármester (2009–2013)

## Oktatás
A városban működik a Spliti Egyetem, amelyet 1974-ben alapítottak. Rektora prof. dr. sc. Ivan Pavić, aki a közgazdasági kar dékánja is egyben.
Az egyetemen az alábbi karok működnek:
- Elektrotechnikai, hajóépítési kar (FESB)
- Közgazdasági kar
- Természettudományi-matematikai ismeretek és kinezológiai kar (PMF)
- Építészeti kar
- Katolikus Kar
- Kémiai-technológiai kar
- Orvostudományi kar
- Tengerészeti kar
- Jogi kar
- Művészeti akadémia
- Filozófiai kar

Šibenik Varoš nevű városrésze felett, a Šubićevac-hegy lábánál található az Antun Vrančić Gimnázium kétemeletes épülete. A 106 méter hosszú épület faragott brači kőből épült, míg a hátsó homlokzatot vakolták. A reprezentatív főhomlokzat középső része, amely valamivel magasabb, mint az épület többi része, az első emelet magasságától a földszinti főbejárat felett elhelyezkedő erkély szélességével ugrik beljebb. Az épület szárnyai balra és jobbra tört vonalban folytatódnak, itt vannak elhelyezve az osztálytermek. Az épület bal szárnyán, a hátsó északnyugati oldalon egy kétszintes, hosszúkás téglalap alakú épület került hozzáépítésre, amely egy tágas udvart határol. A téglalap alakú keret nélküli ablakok ritmusa minden homlokzaton egységes. A tornacsarnok épületének tervezője Antun Barač spliti építész. A munkálatok 1935 végétől 1937. május 9-ig tartottak, amikor a gimnáziumot ünnepélyesen megnyitották. A gimnázium épülete a modern horvát építészet példájaként nemcsak építészeti értékkel rendelkezik, hanem kiemelkedő városképi értéke is van.

## Testvérvárosok
| - Cockburn, Ausztrália - Mostar, Bosznia-Hercegovina - Antofagasta, Chile - Punta Arenas, Chile - Ostrava, Csehország - Gladsaxe, Dánia - Dover, Egyesült Királyság - Bét Semes, Izrael - Stip, Észak-Macedónia | - Charlottenburg-Wilmersdorf, Berlin, Németország - Trondheim, Norvégia - Ancona, Olaszország - Pescara, Olaszország - Velenje, Szlovénia - Odessza, Ukrajna - Los Angeles, USA |

## Fordítás
Ez a szócikk részben vagy egészben  a   Split című horvát Wikipédia-szócikk fordításán alapul.  Az eredeti cikk szerkesztőit annak laptörténete sorolja fel. Ez a jelzés csupán a megfogalmazás eredetét és a szerzői jogokat jelzi, nem szolgál a cikkben szereplő információk forrásmegjelöléseként.

## Külső hivatkozások
- Hivatalos honlap
- Split (UFi, 2005. szeptember)
- Split óvárosa, látványosságai, magyarul
- Komlós Attila: Split - Hetedhéthatár
- Split magyar nyelvű útikalauz[halott link]
- Split.lap.hu - linkgyűjtemény
- Split - Horvát városok
- Horvát kultúra - Split